# Orthonevra subincisa
Orthonevra subincisa är en tvåvingeart som beskrevs av Violovitsh 1979. Orthonevra subincisa ingår i släktet glansblomflugor, och familjen blomflugor. Inga underarter finns listade i Catalogue of Life.